# Округ Френклин (Арканзас)
Округ Френклин (енгл. Franklin County) је округ у америчкој савезној држави Арканзас. По попису из 2010. године број становника је 18.125. Седишта округа су градои Озарк и Чарлстон.

## Демографија
Према попису становништва из 2010. у округу је живело 18.125 становника, што је 354 (2,0%) становника више него 2000. године.
| Група             | 2000.          | 2010.          |
| Белци             | 16.943 (95,3%) | 16.997 (93,8%) |
| Афроамериканци    | 110 (0,6%)     | 130 (0,7%)     |
| Азијати           | 46 (0,3%)      | 162 (0,9%)     |
| Хиспаноамериканци | 310 (1,7%)     | 371 (2,0%)     |
| Укупно            | 17.771         | 18.125         |